# Concursul Muzical Eurovision 1963
Concursul Muzical Eurovision 1963 a fost cea de-a opta ediție a Concursului Muzical Eurovision. Franța a câștigat competiția în anul precedent, dar nu a putut găzdui evenimentul din cauza problemelor fianciare. Astfel, concursul a avut loc în Regatul Unit (avea să devină o tradiție ca Regatul Unit să găzduiască evenimentul dacă țara câștigătoare din anul precedent nu poate suporta costurile). Ca și în 1962, 4 țări au totalizat 0 puncte.
Competiția s-a desfășurat la BBC Television Centre din Londra, care s-a deschis în 1960. Două studiouri au fost folosite: unul pentru prezentatoare, Katie Boyle, public și tabela de marcaj, iar celălalt, pentru cântăreți și orchestră. A fost neobișnuit faptul că s-au folosit microfoane cu stative de tip girafă (microfoanele au fost poziționate deasupra interpreților și în afara câmpului vizual al camerelor; astfel, cântăreții au părut că mimează, deși aici nu a fost cazul), în încercarea de a inova aspectul concursului.
Procedura de votare a stârnit controverse. Când Norvegiei i-a venit rândul să-și anunțe voturile, purtătorul de cuvânt nu a folosit procedura corectă (numărul cântecului, urmat de numele țării, apoi numărul de puncte). Katie Boyle i-a cerut să repete rezultatele, dar corespondentul norvegian a rugat-o să revină la sfârșit. Când s-a intrat din nou în legătură directă cu Norvegia, voturile s-au schimbat misterios, Danemarca fiind victorioasă și nu Elveția, dacă s-ar fi luat în considerare primul set de voturi, despre care nu se știe dacă a fost corect sau nu.
Au existat și dubii în legătură cu legăturile directe către jurii, fiindcă vocile lor s-au auzit clar, de parcă ar fi fost în studio, nu distorsionat, cum ar fi în cazul unei conversații telefonice.
De asemenea, Luxemburg a ieșit pe locul 6 în voturile din Monaco, care a acordat un punct și Regatului Unit, și Luxemburgului. Punctul pentru Luxemburg a fost anulat la final, când Katie Boyle a revenit în legătură directă cu purtătorul de cuvânt monegasc.
A fost prima ocazie cu care Danemarca a câștigat și prima oară când Finlanda, Suedia și Norvegia nu au primit niciun punct. Țările de Jos au devenit primul stat care nu a primit niciun punct în doi ani consecutivi.

## Rezultate
|    | Țară          | Limbă            | Artist                   | Cântec                            | Traducere                       | Loc | Puncte |
| -- | ------------- | ---------------- | ------------------------ | --------------------------------- | ------------------------------- | --- | ------ |
| 01 | Regatul Unit  | engleză          | Ronnie Carroll           | „Say Wonderful Things”            | Spune lucruri minunate          | 4   | 28     |
| 02 | Țările de Jos | olandeză         | Annie Palmen             | „Een speeldoos”                   | O cutie muzicală                | 13  | 0      |
| 03 | Germania      | germană          | Heidi Brühl              | „Marcel”                          | Marcel                          | 9   | 5      |
| 04 | Austria       | engleză, germană | Carmela Corren           | „Vielleicht geschieht ein Wunder” | Poate se va întâmpla un miracol | 7   | 16     |
| 05 | Norvegia      | norvegiană       | Anita Thallaug           | „Solhverv”                        | Solstițiu                       | 13  | 0      |
| 06 | Italia        | italiană         | Emilio Pericoli          | „Uno per tutte”                   | Unul pentru toate               | 3   | 37     |
| 07 | Finlanda      | finlandeză       | Laila Halme              | „Muistojeni laulu”                | Cântecul amintirilor mele       | 13  | 0      |
| 08 | Danemarca     | daneză           | Grethe și Jørgen Ingmann | „Dansevise”                       | Baladă de dans                  | 1   | 42     |
| 09 | Iugoslavia    | croată           | Vice Vukov               | „Brodovi”                         | Corăbii                         | 11  | 3      |
| 10 | Elveția       | franceză         | Esther Ofarim            | „T'en va pas”                     | Nu pleca                        | 2   | 40     |
| 11 | Franța        | franceză         | Alain Barrière           | „Elle était si jolie”             | Ea era atât de frumoasă         | 5   | 25     |
| 12 | Spania        | spaniolă         | José Guardiola           | „Algo prodigioso”                 | Ceva uimitor                    | 12  | 2      |
| 13 | Suedia        | suedeză          | Monica Zetterlund        | „En gång i Stockholm”             | Odată în Stockholm              | 13  | 0      |
| 14 | Belgia        | olandeză         | Jacques Raymond          | „Waarom?”                         | De ce?                          | 10  | 4      |
| 15 | Monaco        | franceză         | Françoise Hardy          | „L'amour s'en va”                 | Iubirea se duce                 | 5   | 25     |
| 16 | Luxemburg     | franceză         | Nana Mouskouri           | „À force de prier”                | Prin multă rugăciune            | 8   | 13     |

## Tabel
|            |               | Rezultate     | Rezultate | Rezultate | Rezultate | Rezultate | Rezultate | Rezultate | Rezultate  | Rezultate | Rezultate | Rezultate | Rezultate | Rezultate | Rezultate | Rezultate | Rezultate | Rezultate |
| ---------- | ------------- | ------------- | --------- | --------- | --------- | --------- | --------- | --------- | ---------- | --------- | --------- | --------- | --------- | --------- | --------- | --------- | --------- | --------- |
| Total      | Regatul Unit  | Țările de Jos | Germania  | Austria   | Norvegia  | Italia    | Finlanda  | Danemarca | Iugoslavia | Elveția   | Franța    | Spania    | Suedia    | Belgia    | Monaco    | Luxemburg |           |           |
| Concurenți | Regatul Unit  | 28            |           | 3         |           |           | 5         |           | 3          | 3         | 3         |           | 3         | 5         | 2         |           | 1         |           |
| Concurenți | Țările de Jos | 0             |           |           |           |           |           |           |            |           |           |           |           |           |           |           |           |           |
| Concurenți | Germania      | 5             |           |           |           |           | 2         |           |            |           |           |           |           |           |           |           | 3         |           |
| Concurenți | Austria       | 16            | 4         |           |           |           |           |           | 4          | 1         |           |           | 2         |           | 3         | 2         |           |           |
| Concurenți | Norvegia      | 0             |           |           |           |           |           |           |            |           |           |           |           |           |           |           |           |           |
| Concurenți | Italia        | 37            | 2         | 1         |           |           | 3         |           | 2          | 5         | 4         | 5         |           | 3         |           | 3         | 5         | 4         |
| Concurenți | Finlanda      | 0             |           |           |           |           |           |           |            |           |           |           |           |           |           |           |           |           |
| Concurenți | Danemarca     | 42            | 3         | 5         | 2         | 3         | 4         | 2         | 5          |           |           | 3         |           |           | 5         | 5         |           | 5         |
| Concurenți | Iugoslavia    | 3             |           |           |           |           |           |           |            |           |           |           | 1         | 2         |           |           |           |           |
| Concurenți | Elveția       | 40            | 5         |           | 4         | 5         | 1         | 5         |            | 4         |           |           |           | 4         | 1         | 4         | 4         | 3         |
| Concurenți | Franța        | 25            |           | 4         | 1         | 2         |           | 4         |            |           | 5         | 4         |           | 1         |           | 1         | 2         | 1         |
| Concurenți | Spania        | 2             |           |           |           |           |           |           |            |           | 2         |           |           |           |           |           |           |           |
| Concurenți | Suedia        | 0             |           |           |           |           |           |           |            |           |           |           |           |           |           |           |           |           |
| Concurenți | Belgia        | 4             |           |           |           | 4         |           |           |            |           |           |           |           |           |           |           |           |           |
| Concurenți | Monaco        | 25            | 1         | 2         | 5         | 1         |           | 3         |            |           | 1         | 1         | 5         |           | 4         |           |           | 2         |
| Concurenți | Luxemburg     | 13            |           |           | 3         |           |           | 1         | 1          | 2         |           | 2         | 4         |           |           |           |           |           |

| Nr. | Pentru       | De la                                              |
| --- | ------------ | -------------------------------------------------- |
| 5   | Danemarca    | Belgia, Finlanda, Luxemburg, Suedia, Țările de Jos |
| 3   | Italia       | Danemarca, Elveția, Monaco                         |
| 3   | Elveția      | Austria, Finlanda, Regatul Unit                    |
| 2   | Regatul Unit | Norvegia, Spania                                   |
| 1   | Franța       | Iugoslavia                                         |
| 1   | Monaco       | Italia                                             |

## Artiști care au revenit
| Artist         | Țară         | Ani precedenți | Loc |
| -------------- | ------------ | -------------- | --- |
| Ronnie Carroll | Regatul Unit | 1962           | 4   |

## Comentatori
- Regatul Unit - David Jacobs (BBC TV), Michael Aspel (BBC Light Programme)
- Țările de Jos – Willem Duys (NTS)[2]
- Germania - Hanns Joachim Friedrichs (ARD Deutsches Fernsehen)[3]
- Austria - Emil Kollpacher (ORF)
- Norvegia - Øivind Johnsen (NRK și NRK P1)[4]
- Italia - Renato Tagliani (Programma Nazionale)
- Finlanda - Aarno Walli (Suomen Televisio)[5]
- Danemarca - necunoscut (DR TV)
- Iugoslavia - Ljubomir Vukadinović (Televizija Beograd), Gordana Bonetti (Televizija Zagreb), Tomaž Terček (Televizija Ljubljana)
- Elveția - Theodor Haller (TV DRS), Georges Hardy (TSR), Giovanni Bertini (TSI)
- Franța - Pierre Tchernia (RTF)[6]
- Spania - Federico Gallo (TVE)[7]
- Suedia - Jörgen Cederberg (Sveriges Radio-TV și SR P1)[8]
- Belgia - Anton Peters (BRT), Janine Lambotte (RTB)
- Monaco - Pierre Tchernia (Télé Monte Carlo)
- Luxemburg - Jacques Navadic (Télé-Luxembourg)

## Purtători de cuvânt
1. Regatul Unit - Nicholas Parsons
2. Țările de Jos – Pim Jacobs
3. Germania - necunoscut
4. Austria - necunoscut
5. Norvegia - Roald Øyen
6. Italia - Enzo Tortora
7. Finlanda - Poppe Berg[9]
8. Danemarca - Bent Henius
9. Iugoslavia - Miloje Orlović
10. Elveția - Boris Acquadro
11. Franța - necunoscut
12. Spania - necunoscut
13. Suedia - Edvard Matz[10]
14. Belgia - necunoscut
15. Monaco - necunoscut
16. Luxemburg - necunoscut